# 1980 (Gil Scott-Heron)
1980 è un album dell'artista statunitense Gil Scott-Heron e del tastierista Brian Jackson, pubblicato nel 1980 da Arista Records.
| Recensione       | Giudizio |
| ---------------- | -------- |
| AllMusic         | [ 1 ]    |
| Robert Christgau | A-       |

## Tracce
Lato A
Testi di Gil Scott-Heron, musiche di Gil Scott-Heron (tracce 1-3), Brian Jackson (traccia 4).
1. Shut 'Um Down – 5:28
2. Alien (Hold On to Your Dreams) – 4:09
3. Willing – 4:16
4. Corners – 4:47

Lato 2
Testi e musiche di Gil Scott-Heron.
1. 1980 – 6:20
2. Push Comes to Shove – 3:37
3. Shah MOT (The Shah Is dead/Checkmate) – 4:04
4. Late Last Night – 4:25

## Classifiche
| Classifica (1980)         | Posizione massima |
| ------------------------- | ----------------- |
| Stati Uniti               | 82                |
| US Top R&B/Hip-Hop Albums | 22                |